# 王元翰
王元翰（1565年—1633年），字伯舉、又字橫空，號聚洲，雲南臨安府寧州（今雲南華寧縣）民籍，直隶凤阳县人。明代東林黨政治人物。

## 生平
嘉靖四十四年（1565年）乙丑九月九日午时出生，十四歲补诸生，二十四歲，中萬曆十六年戊子鄉試第十一名舉人。曾任湖廣鄖陽府竹溪縣學教諭，萬曆二十九年（1601年）辛丑科進士，選庶吉士。萬曆三十三年，任吏科给事中，升工科右，以敢言聞名，極言時政敗壞，他的奏疏写道：“云南大害，莫甚于贡金、榷（征）税二事。民不堪命，至杀税使而征榷如故。贡金请减，反增益之。众心愤怒……”“举朝咸畏其口。”三十七年降三级，贬为刑部检校，後因皇帝不理政務，遂罷去。天启初年（1621年），由吏部尚書趙南星 奏起湖广按察司知事，四年（1624年）升任工部主事。时奸宦魏忠贤专权，又遭罢免。崇祯二年（1629年）恢复南京户部主事官职，不久病卒于白门。《明史》有傳。

## 家族
曾祖王銳，祖王尚絅，父王寀，母黃氏，繼母張氏、曹氏，慈侍下，弟元鼎、元直。娶趙氏。

## 延伸阅读
[在维基数据编辑]
 《明史卷二百三十六》，出自《明史》